# David Grosclaude
Pour les articles homonymes, voir Grosclaude.
David Grosclaude, né le 14 avril 1958 à Chinon, est un journaliste et un homme politique français membre du Partit occitan.

## Biographie
Fils de Michel, David Grosclaude arrive en Béarn avec ses parents, quelques mois après sa naissance. Il est connu pour son travail de journaliste en occitan. Il fait partie des créateurs des émissions en Occitan de France 3 puis en 1983 il participe a la création de la radio de langue occitane Ràdio País dont il est un des principaux animateurs,.
En mars 1995, il lance le premier hebdomadaire d'information en langue occitane La Setmana.
Il est président de l'Institut d'études occitanes jusqu'en 2010.
Il est membre du Partit occitan et est élu conseiller régional sur la liste Europe Écologie qui fait partie de la majorité régionale lors des élections régionales de 2010. Son mandat prend fin lors des élections régionales de 2015.

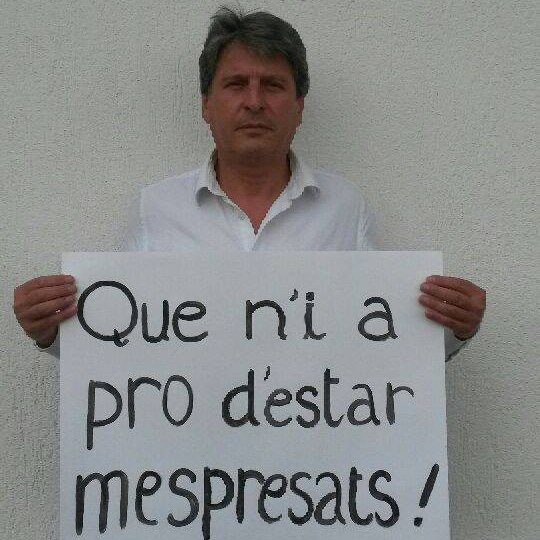
David Grosclaude protestant pour la création de l'OPLO en mai 2015.

David Grosclaude est président de la commission Langues régionales à l'Assemblée des régions de France. Il est invité à ce titre le 30 janvier 2014 à l'émission Le téléphone sonne de France Inter pour un débat sur la ratification de la Charte européenne des langues régionales ou minoritaires.
Il participe à la création de l'Office public de la langue occitane (OPLO) fondé le 12 novembre 2015 et en est le premier président. David Grosclaude a même été obligé de faire une grève de la faim commencé le 27 mai 2015 et arrêté le 3 juin 2015 pour que l'État finalise son accord à la création de l'OPLO, dans son action il bénéficie de soutiens bien au delà de l'Occitanie,,,,,. Alain Rousset, président de la région Aquitaine remerciera d'ailleurs le conseiller régional David Grosclaude pour « son action déterminante à ses côtés ».
Il devient vice-président de l'Alliance libre européenne à l'occasion de l'assemblée générale de 2016,.

## Publications
- Une Tentative de presse régionaliste en Béarn au début du siècle, "La Bouts de la tèrre", Orthez : Per Noste, 1982.
- Astérix a l'escòla gallesa : catòrze istòrias completas d'Astérix, traduit en occitan par David Grosclaude, Paris : Éditions Albert René, 2004.
- Les mots et le bâton (préf. Max Simeoni), Gaillac, Adeo, octobre 2017, 182 p. (présentation en ligne)[15].Une édition en occitan existe sous le titre Los mots e lo baston